# Ловченська бригада
Ловченська бригада ( серб. Ловћенска бригада, трансліт. Lovćenska brigada) колабораціоністські збройні сили Королівства Чорногорії під час Другої світової війни під керівництвом Крсто Зрнова Поповича та партії «Зеленаші» .Підрозділ був сформований у вересні 1942 року за згодою італійської губернаторської влади Чорногорії.
Армія складалася з:
- I батальйон (базується в Чево, командував Душан Вукович)
- II батальйон (базується в Рієці Црноєвича, командував Джоко Дрекун)
- III батальйон (розташований у Gornji Brčeli[sh], командував Петар Вулекович)
- IV батальйон (базується у Велімле, командував Рісто Радович)